# Collegio di Tonbridge
Tonbridge è un collegio elettorale inglese situato nel Kent, nel Sud Est dell'Inghilterra, e rappresentato alla Camera dei Comuni del Parlamento del Regno Unito. Elegge un membro del Parlamento con il sistema first-past-the-post, ossia maggioritario a turno unico; l'attuale parlamentare è Tom Tugendhat del Partito Conservatore, che rappresenta il collegio dal 2024.

## Estensione
- 1918-1974: il borgo di Royal Tunbridge Wells, i distretti urbani di Tonbridge and Southborough ed il distretto rurale di Tonbridge.
- dal 2024: i ward del distretto di Sevenoaks di Ash and New Ash Green, Cowden and Hever, Edenbridge North and East, Edenbridge South and West, Hartley and Hodsoll Street, Leigh and Chiddingstone Causeway, Penshurst, Fordcombe e Chiddingstone; i ward del borgo di Tonbridge and Malling di: Birling, Leybourne and Ryarsh, Borough Green and Platt, Bourne, Cage Green and Angel, East and West Peckham, Mereworth and Wateringbury, East Malling, West Malling & Offham, Higham, Hildenborough, Judd, Pilgrims with Ightham, Trench e Vauxhall.[1]

Il collegio copre il nucleo del precedente collegio di Tonbridge and Malling, ad esclusione di East e West Malling, con in aggiunta due ward addizionali del distretto di Sevenoaks a nord (Ash and New Ash Green e Hartley and Hodsoll Street), che provengono rispettivamente dai collegi di Sevenoaks e Dartford.

## Membri del Parlamento
| Elezione | Elezione           | Deputato             | Partito           |
| -------- | ------------------ | -------------------- | ----------------- |
|          | 1918               | Herbert Spender-Clay | Conservatore      |
| 1937 (S) | Sir Adrian Baillie |                      | Conservatore      |
| 1945     | Gerald Williams    |                      | Conservatore      |
| 1956 (S) | Richard Hornby     |                      |                   |
|          | Feb 1974           | Collegio abolito     | Collegio abolito  |
|          | 2024               | Collegio ricreato    | Collegio ricreato |
|          | 2024               | Tom Tugendhat        | Conservatore      |

## Elezioni

### Elezioni negli anni 2020
| Partito                    | Partito                                         | Candidato                  | Risultati 4 luglio 2024 | Risultati 4 luglio 2024 |
| Partito                    | Partito                                         | Candidato                  | Voti                    | %                       |
| -------------------------- | ----------------------------------------------- | -------------------------- | ----------------------- | ----------------------- |
|                            | Conservatore                                    | Tom Tugendhat              | 20 517                  | 40,77                   |
|                            | Laburista                                       | Lewis Bailey               | 9 351                   | 18,58                   |
|                            | Verdi                                           | Anna Cope                  | 7 596                   | 15,09                   |
|                            | Reform UK                                       | Teresa Hansford            | 7 548                   | 15,00                   |
|                            | Lib Dem                                         | John Woollcombe            | 4 234                   | 8,41                    |
|                            | Independent Alliance (Kent)                     | Tim Shaw                   | 926                     | 1,84                    |
|                            | Social Democratico                              | Ian Grattidge              | 156                     | 0,31                    |
|                            |                                                 |                            |                         |                         |
| Iscritti                   | Iscritti                                        | Iscritti                   | 72 799                  | 100,00                  |
| ↳ Votanti (% su iscritti)  | ↳ Votanti (% su iscritti)                       | ↳ Votanti (% su iscritti)  | 50 328                  | 69,13                   |
| ↳ Astenuti (% su iscritti) | ↳ Astenuti (% su iscritti)                      | ↳ Astenuti (% su iscritti) | 22 471                  | 30,87                   |
|                            |                                                 |                            |                         |                         |
|                            | Esito: collegio a Conservatore (nuovo collegio) |                            |                         |                         |